# Dasymutilla

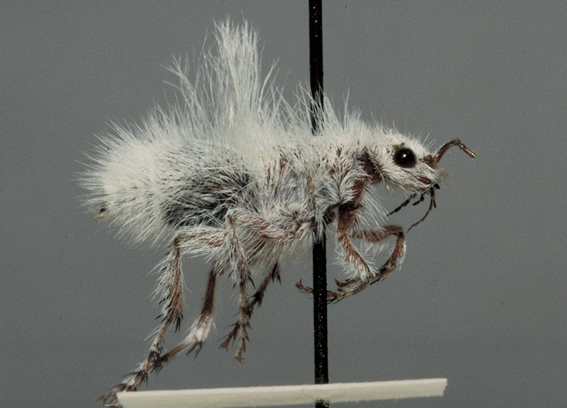
D. gloriosa hembra

El género Dasymutilla pertenece a la familia de avispas Mutillidae.
Miden entre 13 y 25 mm. Las hembras se caracterizan por una picadura muy dolorosa. Las hembras carecen de alas y se parecen a las hormigas al igual que otros miembros de la familia. Pueden producir un sonido agudo similar al de las hormigas Pogonomyrmex cuando se las molesta. Las larvas son parasitoides externos de varios tipos de himenópteros.
Muchas especies presentan mimetismo mülleriano recíproco. Forman uno de los  conjuntos miméticos más grandes y mejor estudidados. Su efecto es advertir a los depredadores de su poderosa picadura con sus colores aposemáticos (colores de advertencia). Este sistema de defensa es más efectivo cuando es compartido por varias especies así los depredadores tienen más oportunidades de aprender a evitarlos.

## Especies
Lista incompleta. Hay más de 200 especies.
- D. alesia
- D. archboldi
- D. arenivaga
- D. asopus
- D. aureola
- D. bioculata
- D. californica
- D. calorata
- D. chattahoochei
- D. chiron
- D. chisos
- D. coccineohirta
- D. creon
- D. creusa
- D. dilucida
- D. foxi
- D. gibbosa
- D. gloriosa
- D. gorgon
- D. heliophila
- D. klugii
- D. lepeletierii
- D. magnifica
- D. meracula
- D. monticola
- D. mutata
- D. nigricauda
- D. nigripes
- D. nitidula
- D. nocturna
- D. nogalensis
- D. occidentalis
- D. pyrrhus
- D. quadriguttata
- D. sackenii
- D. scaevola
- D. sicheliana
- D. thetis
- D. vesta
- D. vestita